# Кугенерка
Кугенерка (мар. Кугэҥер — «большая река») — деревня в Медведевском районе Республики Марий Эл России. Входит в состав Знаменского сельского поселения.

## География
Деревня находится в центральной части республики в зоне хвойно-широколиственных лесов, на расстоянии примерно 17 километров (по прямой) к востоку-северо-востоку от Медведева, административного центра района. Абсолютная высота — 131 метр над уровнем моря.

### Климат
Климат характеризуется как континентальный, с продолжительной холодной зимой и коротким жарким летом. Среднегодовая температура воздуха — 2,6 °С. Средняя температура воздуха самого тёплого месяца (июля) — 18,2 °C (абсолютный максимум — 38 °C); самого холодного (января) — −13,7 °C (абсолютный минимум — −47 °C). Безморозный период длится около 131 дня. Среднегодовое количество атмосферных осадков составляет 491 мм, из которых около 70 % выпадает в тёплый период.

### Часовой пояс
Деревня Кугенерка, как и вся Марий Эл, находится в часовой зоне МСК (московское время). Смещение применяемого времени относительно UTC составляет +3:00.

## Население
| 2010 | 2011 | 2012 | 2013 | 2017 | 2020 |
| ---- | ---- | ---- | ---- | ---- | ---- |
| 51   | ↗69  | ↘66  | ↗69  | ↘61  | ↘55  |

### Национальный состав
Согласно результатам переписи 2002 года, в национальной структуре населения луговые марийцы составляли 92 % из 49 чел.